# ルートヴィヒ・アウグスト・フォン・ザクセン＝コーブルク・ウント・ゴータ
ルートヴィヒ・アウグスト・マリア・オイデス・フォン・ザクセン＝コーブルク・ウント・ゴータ（独: Ludwig August Maria Eudes von Sachsen-Coburg und Gotha, 1845年8月9日 - 1907年9月14日）は、ザクセン＝コーブルク＝ゴータ家のカトリック系の分家コハーリ侯爵家の公子で、ブラジル帝国の海軍提督。ブルガリア王フェルディナントの次兄にあたる。

## 生涯

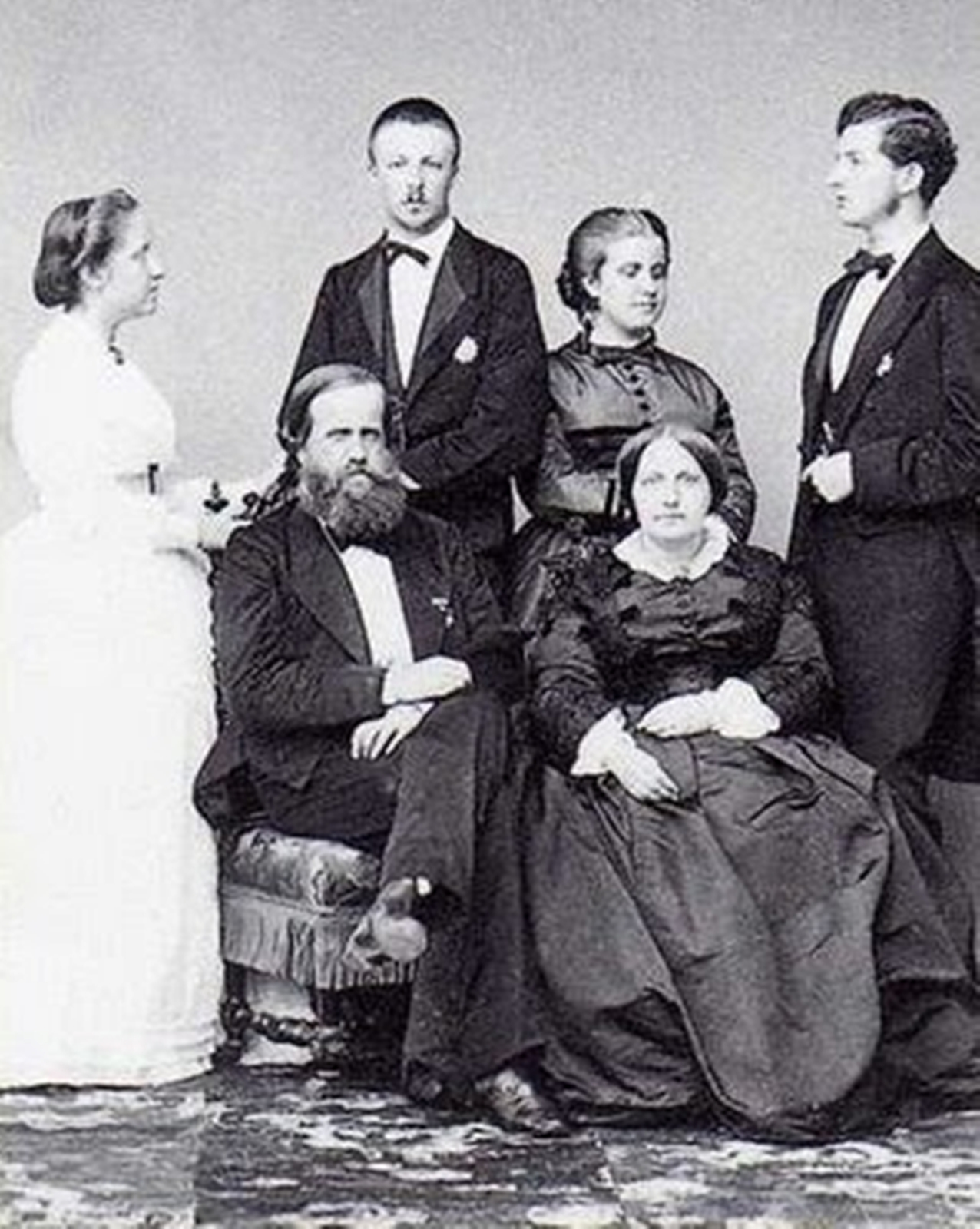
婿入り先のブラジル皇帝一家とルートヴィヒ・アウグスト（右端の若い男性）

ザクセン＝コーブルク＝ゴータ公子アウグストと、その妻でフランス王ルイ・フィリップの娘であるクレマンティーヌ・ドルレアンの次男として生まれた。父はハンガリーでも指折りの大領主であるコハーリ侯爵家の相続人であった。1864年12月15日、アウグストはリオ・デ・ジャネイロでブラジル皇帝ペドロ2世の次女レオポルディナと結婚した。アウグストは従兄のウー伯ガストンと一緒にブラジル皇帝の二人の娘たちの婿となるべく南米に送り込まれ、当初はアウグストの方が帝位継承者イザベル皇女の夫となる予定であった。ところがイザベルと妹レオポルディナは父親の同意を得て、それぞれの花婿を交換したのだった。
すでにヨーロッパで海軍軍人となるよう育てられていたアウグストは、結婚と同時にブラジル軍の海軍提督の地位を与えられた。1865年、アウグストはブラジルとパラグアイの戦争に参加し、戦功を立てた。普墺戦争の時期、アウグストは家族と一緒にハンガリーの実家に滞在しており、戦争の推移を見守っていた。1871年に妻のレオポルディナが亡くなった後も、アウグストはブラジル海軍提督の地位とブラジルの歴史学協会及び地理学協会の名誉総裁の地位を保ったが、ヨーロッパで暮らすようになった。ヨーロッパに帰った後のアウグストは狩猟に情熱を注ぎ、特にシャモア狩りに熱中して世界最高記録の3412匹を仕留めている。
1873年のウィーン万国博覧会では、アウグストはブラジル館の責任者を務めた。1879年には兄フィリップとともに世界一周旅行に出かけ、インドやハワイを訪れた。1889年にブラジルの帝政が崩壊すると、アウグストはオーストリア＝ハンガリー二重帝国軍に仕官することになった。
アウグストの上の息子2人は、一時はブラジルの帝位継承者と目されていた。アウグストはまた最も有名なドイツ系ブラジル人 (en) の一人にも数えられる。アウグストの遺体はコーブルクの聖アウグスティン教会（St. Augustin）にあるコハーリ侯爵家の地下納骨堂の、妻の棺の隣に埋葬されている。

## 子女
妻レオポルディナとの間に4人の息子をもうけた。
- ペーター・アウグスト・ルートヴィヒ・マリア・ミヒャエル・ガブリエル・ラファエル・ゴンツァーガ（1866年 - 1934年）
- アウグスト・レオポルト・フィリップ・マリア・ミヒャエル・ガブリエル・ラファエル・ゴンツァーガ（1867年 - 1922年）
- ヨーゼフ・フェルディナント・フランツ・マリア・ミヒャエル・ガブリエル・ラファエル・ゴンツァーガ（1869年 - 1888年）
- ルートヴィヒ・ガストン・クレメンス・マリア・ミヒャエル・ガブリエル・ラファエル・ゴンツァーガ（1870年 - 1948年）